# Souviens-toi... l'été dernier (série télévisée)
Cet article concerne la série télévisée. Pour le série de films, voir Souviens-toi... l'été dernier (série de films). Pour le film, voir Souviens-toi... l'été dernier. Pour la chanson, voir I Know What You Did Last Summer (chanson).
Souviens-toi… l'été dernier, ou Le Pacte du Silence  au Québec, (I Know What You Did Last Summer) est une série télévisée américaine en huit épisodes d'environ 48 minutes, développée par Sara Goodman et diffusée entre le 15 octobre et le 12 novembre 2021 sur le service Prime Video, incluant les pays francophones.
Produite par James Wan, la série est une adaptation libre du roman Comme en un mauvais rêve de la romancière Lois Duncan, publié en 1973. Il s'agit de la quatrième adaptation du roman après les trois premiers longs-métrages de la série de films du même titre, dont elle fait partie de la même franchise. Néanmoins, elle ne se déroule pas dans la même continuité que les films.

## Synopsis
Lennon et Allison Grant sont des sœurs jumelles vivant sur l'archipel d'Hawaï avec leur groupe d'amis qu'elles connaissent depuis l'enfance. Le groupe est composé de Margot, une fille égocentrique et riche ; Dylan Scalton, un garçon d'apparence très gentil ; Riley Thacker, qui gagne sa vie en dealant ; et Johnny Lahela, le meilleur ami de Margot.
Lors de leur dernier été avant de partir dans des universités au quatre coins des États-Unis, ils se réunissent pour une grande fête chez Margot où l'alcool et la drogue coulent à flots. Néanmoins, quand le groupe part en voiture en plein milieu de la soirée, la virée tourne au drame quand ils renversent accidentellement une personne. Ils décident de se débarrasser du corps et de garder le secret.
Un an plus tard, Lennon revient pour la première fois en ville depuis l'accident. Sur place, elle fait une macabre découverte dans son placard accompagnée d'une menace annonçant : « Je sais ce que tu as fait l'été dernier ». Le groupe va alors devenir la cible d'un mystérieux inconnu. Alors qu'ils essayent de trouver son identité, ils vont découvrir la face cachée de leur ville et de ses habitants.

## Distribution

### Acteurs principaux
- Madison Iseman (VF : Léopoldine Serre) : Lennon Grant / Allison Grant
- Bill Heck (en) (VF : Laurent Maurel) : Bruce Grant
- Brianne Tju (VF : Nastassja Girard) : Margot Gilbert
- Ezekiel Goodman (VF : Clément Moreau) : Dylan Scalton
- Ashley Moore (VF : Rebecca Benhamour) : Riley Thacker
- Sebastian Amoruso (VF : Jim Redler) : Johnny Lahela
- Fiona Rene (VF : Ingrid Donnadieu) : Lyla Kalei
- Cassie Beck (VF : Delphine Braillon) : Courtney Thacker
- Brooke Bloom (VF : Barbara Delsol) : Clara Whethers

### Acteurs récurrents
- Sonya Balmores (en) (VF : Peggy Martineau) : Mei Gilbert
- Jason Lee Hoy : Kyle
- Chrissie Fit (VF : Julie François) : Kelly Craft
- Danielle Delaunay (VF : Marie Chevalot) : Hannah Scalton
- Victoria Schmidt (en) (VF : Corinne Wellong) : Ulani Kalama

 Source et légende : version française (VF) sur RS Doublage et le carton de doublage en fin d'épisode.

## Production

### Développement
En juillet 2019, Sony Pictures annonce le développement d'une série télévisée basée sur le roman Comme en un mauvais rêve de Lois Duncan à destination du service Prime Video avec Original Film, avec qui le studio disposent des droits d'adaptation du roman depuis le film de 1997. Le réalisateur James Wan rejoint également le projet via sa société Atomic Monster et Shay Hatten signe pour écrire un épisode pilote.
En octobre 2020, Prime Video passe la commande d'une première saison et Sara Goodman rejoint le projet en tant que scénariste et productrice déléguée. En décembre de la même année, Craig William Macneill est engagé pour réaliser le premier épisode.
En août 2021, le service dévoile que le lancement de la série est fixé au 15 octobre 2021 avec les quatre premiers épisodes. Les suivants seront diffusés à un rythme hebdomadaire.
En janvier 2022, Prime Video annonce l'annulation de la série.

### Distributions des rôles
En janvier 2021, il est annoncé que Madison Iseman, Brianne Tju, Ezekiel Goodman, Ashley Moore, Sebastian Amoruso, Fiona Rene, Cassie Beck, Brooke Bloom feront partie de la distribution principale de la série. En fin de mois, Sonya Balmores signe pour un rôle récurrent. Ils sont suivis par Spencer Sutherland et Chrissie Fit, annoncés dans des rôles potentiellement récurrents.

### Tournage
Le tournage de la série se déroule à Oahu, une île de l'archipel d'Hawaï. Il a démarré le 25 janvier 2021.

### Fiche technique
- Titre original : I Know What You Did Last Summer
- Titre français : Souviens-toi… l'été dernier
- Titre québécois : Le Pacte du Silence
- Développement : Sara Goodman, d'après le roman Comme en un mauvais rêve de Lois Duncan
- Décors : Katrin Chong
- Musique : Drum & Lace et Ian Hultquist
- Producteur délégués : Michael Clear, Erik Feig, Sara Goodman, Rob Hackett, Shay Hatten, Craig William Macneill, Neal H. Moritz, Pavun Shetty et James Wan
- Sociétés de production : Off Center Inc., Original Film, Mandalay Television, Atomic Monster, Amazon Studios et Sony Pictures Television Studios
- Sociétés de distribution : Prime Video (télévision) et Sony Pictures Television (globale)
- Pays d'origine :  États-Unis
- Langue originale : anglais
- Format : Couleur - 4K - son Dolby numérique
- Genre : Horreur et thriller

 Sauf indication contraire, les informations mentionnées dans cette section peuvent être confirmées par la base de données cinématographiques IMDb,  présente dans la section « Liens externes ».

## Épisodes
1. C'est jeudi (It's Thursday)
2. On récolte ce qu'on sème (It's Not Just For Dogshit)
3. Une tête de gorille, ce n'est pas ce que je cherche (A Gorilla Head Will Not Do)
4. Pas besoin de mentir (Hot Shrimp Salad)
5. Mukbang
6. La Marée monte (Least You Had A Spare)
7. Si les chiens pouvaient parler (If Only Dogs Could Talk)
8. Ta prochaine vie pourrait être bien plus heureuse (Your Next Life Could Be So Much Happier)